# Cumulonimbus capillatus
Un Cumulonimbus capillatus (del latín Capillatus, "cabello") es un cumulonimbus  con densos cirrus que hacen que el tope de la nube parezca tener estructura de pelo. Es una etapa intermedia  entre cumulonimbus calvus y cumulonimbus incus.

## Peligros
Un Cumulonimbus Capillatus es un maduro y potente cumulonimbus que puede producir tiempo severo.
- Relámpagos/rayos; esto es una fuerte tormenta eléctrica la nube y él es capaz de producir reventones de nube a tierra y de nube a nube relámpagos/rayos.
- Granizo; Los granizos pueden caer de esta nube si es en un entorno altamente inestable ( el cual favorece una tormenta con corrientes ascendentes más fuertes).
- Precipitación intensa; la nube puede dejar grandes cantidades de lluvia en escasa de tiempo. Esto puede provocar inundaciones.
- Viento fuerte; vientos muy fuertes provenientes de un reventón pueden ocurrir bajo esta nube.